# 국제 전기 통신 위성 기구

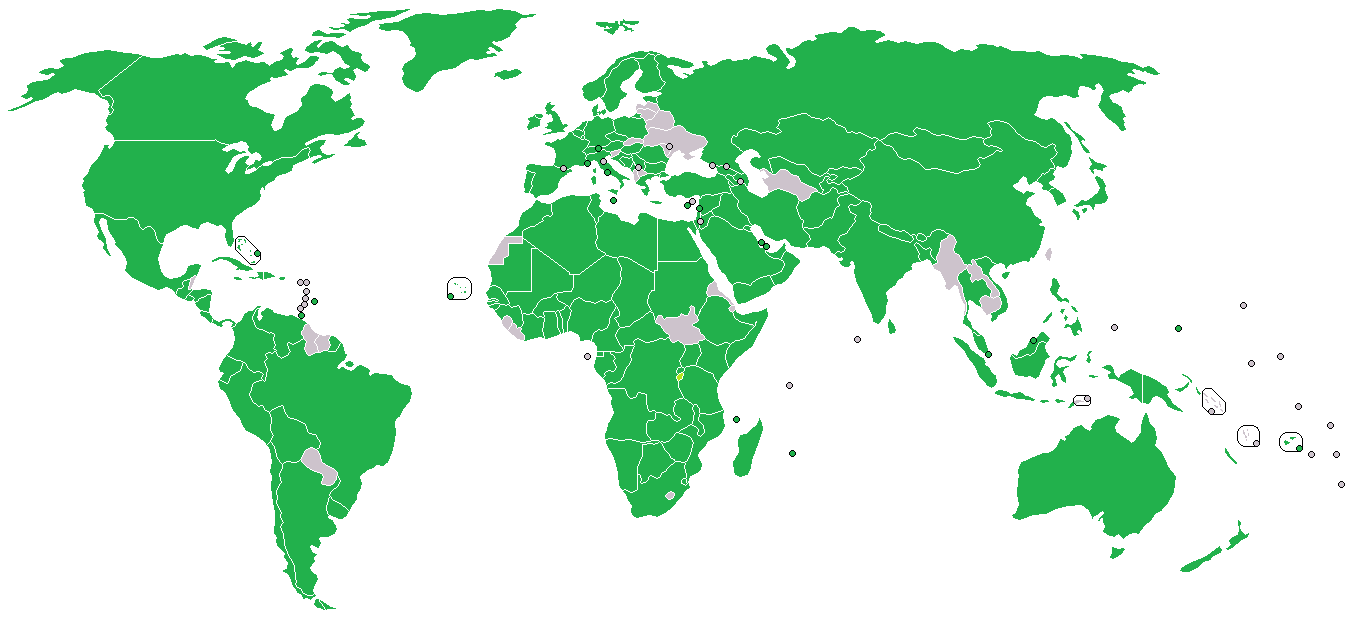
현재 회원국

국제전기통신위성기구(ITSO, International Telecommunications Satellite Organization)는 2001년에 민영화된 인텔샛의 공공 서비스 의무를 감독하는 정부 간 조직이다.
이 기구는 "모든 국가는 위성 통신에 접근할 수 있어야 한다"고 명시한 유엔 총회 결의안 1721(XVI)에 명시된 원칙을 통합한다.
이 조직의 획기적인 본부는 미국 워싱턴 D.C.에 있었다.
2013년 6월 현재 ITSO의 회원 국가는 149개이다. 여러 국가는 국제전기통신위성기구에 관한 협정으로 알려진 다자간 조약을 비준함으로써 ITSO에 가입한다. 불가리아는 1996년에 이 조약을 비준했지만 이를 폐기하고 2012년에 기구에서 탈퇴했다.